# 江良通
江良通，1872年—？，浙江奉化县人，中国制西服的先驱，红帮裁缝早期代表人物。发明了中文中“衬衫”一词。

## 生平
大清同治十一年（1872年），出生大清宁波府奉化县江口镇前江，家中世世代代为裁缝。早年便赴日本营生，在日本横滨居住并以制衣为业。因日本开放较大清国早，横滨又是日本最重要的外贸口岸之一，西方人较多，故又以制西服为业，学得制西服的标准和要领。而当时日本人在定制西服时，都要同时订制数件合身的“夏姿”，即配西服的衬衫，因此江良通又得制衬衫的技术。
在日本经营十数年后，江良通返回中国。先在上海虹口北四川路开店，名“和昌洋服店”。当时上海虹口是旅居中国的日本人聚居地。江良通又将日文中的“夏姿”改名作现在广为熟知的中文名“衬衫”，便是中文名“衬衫”的肇始。日本顾客觉得奇怪，而江的解释为“‘衬’是穿在西服里的衣服；‘衫’是指单上衣”。
江于大清光绪二十二年（1896年）在上海静安寺路407号开设“和昌号西服店”，是中国最早和最大的的华商西服店。
江并致力于慈善。因服装业致富后，与江良达捐资16000银元，另捐田123亩，在浙江创建了锦沙小学，是当时最为现代的新式学堂之一。锦沙小学在清末就具有会议室、二层走马楼式校舍共23间、638平方米风雨操场，规模可见一斑。
子江辅臣，民族服装业实业家。

## 遗迹
- 今浙江奉化前江洋房[1]